# Jardín de Cactus

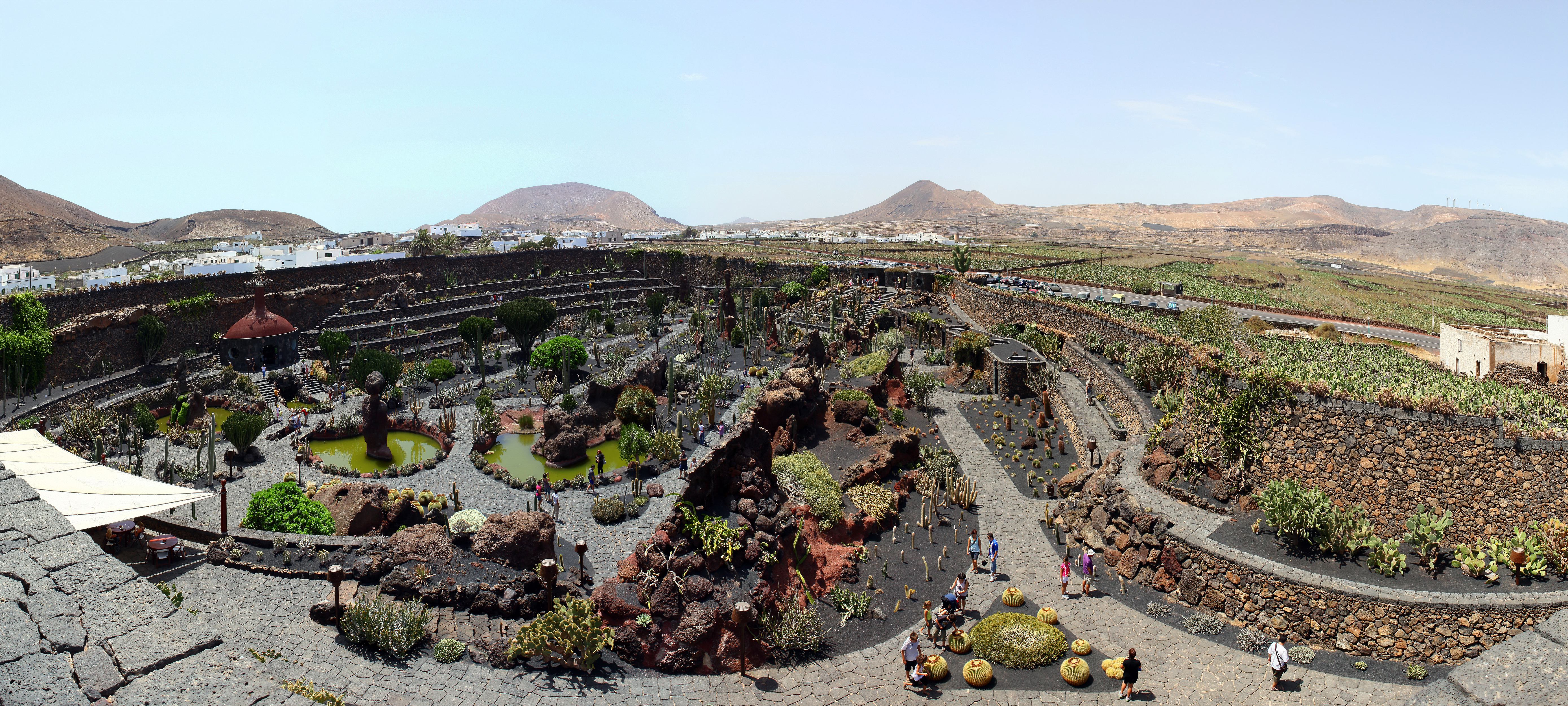
De Jardín de Cactus

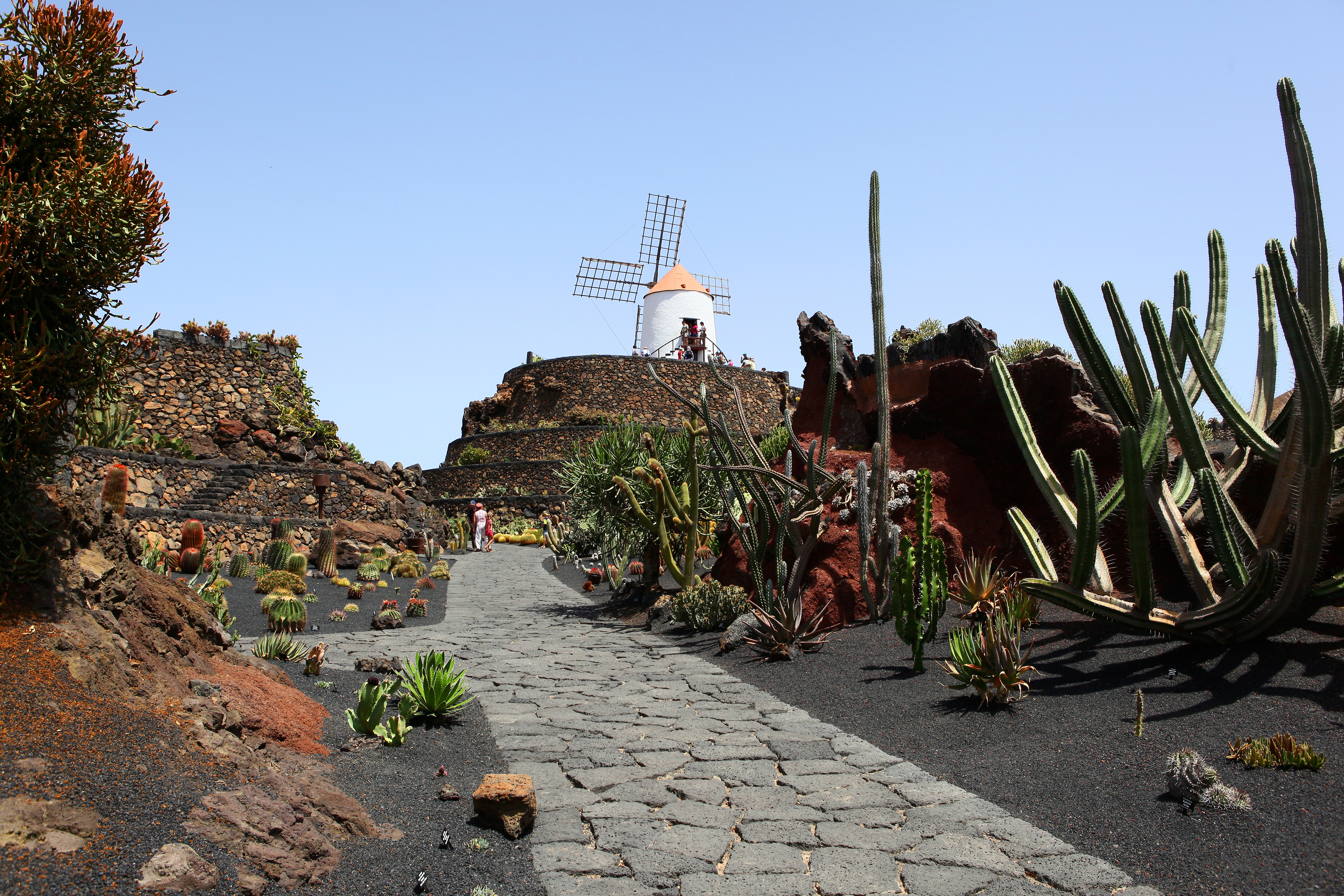
De weg naar de molen

De Jardín de Cactus is een botanische tuin op het Spaanse eiland Lanzarote, gespecialiseerd in cactussen en cactusachtige euphorbia´s. Hij ligt bij het plaatsje Guatiza,
De tuin is een van de grootste toeristische trekpleisters van het eiland en trekt jaarlijks bijna 500.000 bezoekers van over de hele wereld. Hij is aangelegd tussen 1982 en 1992 in een kom, die is ontstaan door de afgraving van vulkanische as. Deze as werd gebruikt om de velden vruchtbaarder te maken.
De tuin werd ontworpen en opgericht door César Manrique, die hierbij geïnspireerd werd door Japanse tuinen. Er zijn meer dan 6.000 cactussen te bewonderen, 2.000 verschillende soorten. Enkele daarvan komen verder nergens ter wereld meer in het wild voor. Ook de witte Spaanse molen op de rand van de kom is onderdeel van de tuin.
Het droge en gelijkmatige klimaat op Lanzarote leent zicht uitstekend voor de cactusteelt. De cactus komt dan ook naast andere droogteminnende planten op het eiland in het wild voor. Bovendien worden op Lanzarote veel cactussen gekweekt, met als doel de rode kleurstof karmijn te winnen uit de cochenilleluizen die op de cactus leven.
De hoeveelheid water die dagelijks nodig is voor het bewateren van alle cactussen bedraagt slechts ongeveer 60 liter; dit is net zoveel als een dromedaris in één keer kan drinken.

## Conferentie
Jaarlijks vindt op Lanzarote de vierdaagse conferentie van SCG (Society of Cactus Growers) plaats, waarbij cactustelers van over de hele wereld elkaar hun werk tonen en overleggen over nieuwe technieken voor het kweken van cactussen. In 2007 werd de conferentie al na drie dagen afgebroken wegens een hooglopende ruzie over de maximaal toegestane mate van verhouting in de stam van de cactus.